# Xylosandrus morigerus
Espèce
Xylosandrus morigerus (scolyte brun du caféier) est une espèce d'insectes coléoptères de la famille des Curculionidae, à répartition pantropicale.
Ce scolyte a une gamme de plantes hôtes assez diversifiée, comprenant entre autres plusieurs espèces de plantes cultivées de grande importance économique comme Camellia sinensis, Coffea arabica, Coffea canephora, Persea americana, Tectona grandis, Theobroma cacao, ainsi que des orchidées (notamment les genres Dendrobium et Vanda).

## Synonymes
Selon ISC (Invasive Species Compendium) :
- Xyleborus coffeae Wurth
- Xyleborus luzonicus Eggers
- Xyleborus morigerus Blandford
- Xylosandrus coffeae (Wurth)

## Distribution
L'aire de répartition de Xylosandrus morigerus s'étend à la plupart des régions tropicales et tempérées chaudes de la planète. Cette espèce se rencontre notamment en Asie du Sud et du Sud-Est, dans le bassin méditerranéen, en Europe et en Afrique, ainsi qu'en Amérique et en Océanie.
Originaire du sous-continent indien, de l'Asie du Sud-Est et de Papouasie-Nouvelle-Guinée, ce scolyte s'est répandu dans toutes les régions tropicales du monde, y compris les îles océaniques isolées. Il a été observé sur le continent américain dès 1940 au Brésil et 1959 en Colombie.